# Dioscorea amoena
Dioscorea amoena är en enhjärtbladig växtart som beskrevs av Reinhard Gustav Paul Knuth. Dioscorea amoena ingår i släktet Dioscorea och familjen Dioscoreaceae. Inga underarter finns listade i Catalogue of Life.